# Народные вооружённые силы освобождения Анголы
Народные вооружённые силы освобождения Анголы (порт. Forças Armadas Populares de Libertação de Angola, FAPLA, в русской транскрипции — ФАПЛА) — вооружённые силы партии МПЛА и НР Ангола на первых этапах ангольской гражданской войны в 1974—1991. Являлись силовой опорой правительства МПЛА, при кубинской поддержке вели военные действия против повстанческих движений ФНЛА/ЭЛНА и УНИТА/ФАЛА. Участвовали в Пограничной войне с ЮАР. Сыграли заметную роль в глобальной Холодной войне как одна из армий Советского блока. В соответствии с Бисесскими соглашениями, преобразованы в Вооружённые силы Республики Ангола.

## Партизанская предыстория: ЭПЛА в войне за независимость
Свои вооружённые формирования ангольское антиколониальное движение МПЛА начало создавать в начале 1960-х. Символическим началом вооружённой борьбы стало 4 февраля 1961 в Луанде — нападения на военную тюрьму, тюрьму ПИДЕ, 7-й эскадрон полиции, офис почтово-телеграфной компании. Ответственность взяла на себя МПЛА. В начале 1963 успешно была проведена новая резонансная акция — нападение на полицейский пост в Кабинде.
Партизанские отряды МПЛА в войне за независимость получили название Народная армия освобождения Анголы (EPLA, ЭПЛА). Численность составляла от полутора до пяти тысяч человек. Первым командиром ЭПЛА стал писатель, поэт и литературовед Мануэл душ Сантуш Лима. Однако в 1963 Лима вышел из МПЛА из-за идеологических разногласий с Агостиньо Нето. Командование ЭПЛА принял Жозе Мендеш ди Карвалью, а после его гибели — Энрике (Ико) Каррейра. (Показательно, что военную службу Лима и Каррейра начинали в португальских колониальных войсках.) Верховное командование принадлежало Агостиньо Нето как президенту МПЛА и председателю Военно-политического координационного комитета (CCPM).
Вооружённые формирования ЭПЛА составляли несколько тысяч бойцов. Первые составы проходили военное обучение в Алжире, Марокко, Гане. Марксистская прокоммунистическая идеология МПЛА обусловила поддержку СССР других государств Варшавского договора и их африканских союзников. ЭПЛА получала советское стрелковое оружие и боеприпасы. Была организована подготовка военных кадров в советском 165-м учебном центре, в ГДР, ЧССР, НРБ. При отрядах ЭПЛА действовали кубинские инструкторы. Снабжение осуществлялось через браззавильский порт.
Основные силы базировались в Замбии и Конго-Браззавиле-НРК, откуда совершали рейды на территорию Португальской Анголы. Штабы располагались в Лусаке и Браззавиле. Наибольшая активность была развита близ границы с Замбией («Восточный фронт»), и на северо-западном побережье, где была высока доля народности мбунду (этническая основа МПЛА) и образованных горожан (социальная основа). Был разработан амбициозный «План Ико»: формирование полосы «освобождённых зон» партизанского контроля от анголо-замбийской границы на юго-востоке до Луанды на северо-западе. Созданы шесть военно-политических округов: I — Заире, II — Кабинда, III — Мошико и Квандо-Кубанго, IV — Маланже и Луанда, V — Южная Кванза, Бенгела, Уамбо, Бие, VI — Уила и Мосамедиш. Впоследствии Луанда перешла в ведение I округа.
Определённых успехов ЭПЛА добилась в середине 1960-х и на рубеже 1960—1970-х. Но с 1972 португальские войска нанесли сильные контрудары. «Освобождённые зоны» вернулись под португальский контроль. Новую тактику предложил Сантана Петрофф: вместе «освобождённых зон», которые не удавалось защитить, развивать сети вооружённого подполья и координировать с партизанскими отрядами. Обострились внутренние противоречия в МПЛА, был распущен CCPM. Доминирующая группа Агостиньо Нето, Лусио Лары и Энрике Каррейры с трудом подавило оппозицию «Восточного восстания» Даниэла Чипенды и «Активного восстания» Мариу Пинту де Андраде.
Вооружённая борьба в Анголе была значительно менее эффективна, чем в Мозамбике и особенно в Гвинее-Бисау. Одна из причин состояла в том, что в расколе ангольского антиколониального движения. Прокоммунистическое МПЛА противостояло не только португальским властям, но также консервативному ФНЛА и леворадикальному УНИТА; ЭПЛА вступала в боестолкновения не только с португальскими войсками, но также с ЭЛНА и ФАЛА. При этом наибольшим военно-политическим потенциалом обладали на том этапе ФНЛА/ЭЛНА. Периодически заключавшиеся союзы оказывались недолговечными и оборачивались новым циклом жёсткого противоборства.

## Создание ФАПЛА: бои переходного периода
25 апреля 1974 португальская Революция гвоздик свергла авторитарный режим. Начался процесс деколонизации. Первоначально ожидалось создание коалиционного правительства ФНЛА, МПЛА и УНИТА — что и предусматривалось Алворским соглашением января 1975. Однако все три движения планировали захват всей полноты власти в расчёте на иностранную помощь. МПЛА Агостиньо Нето пользовалось поддержкой Советского блока, СФРЮ и левых сил, пришедших к власти в Португалии; ФНЛА Холдена Роберто — США, Заира, КНР; УНИТА Жонаша Савимби сохраняла связи в Китае и налаживала контакты с ЮАР.
1 августа 1974 ЭПЛА была преобразована в Народные вооружённые силы освобождения Анголы (FAPLA, ФАПЛА). Иррегулярные партизанские отряды переформировывались в регулярные армейские части с соответствующей организацией, дисциплиной, иерархией должностей и званий. В названии ФАПЛА подчёркивался партийный характер, прямая связь с МПЛА. Верховное главнокомандование оставалось за Нето, оперативное командование — за Каррейрой, в формировании активно участвовали Педру Тонья Педале, Антониу Франса Ндалу, Жозе Ван Дунен, Луди Кисасунда, Энрике Онамбве, Элдер Феррейра Нето, Сайди Мингаш. Трое первых стали видными военачальниками, следующие трое — руководителями службы госбезопасности DISA, последний — министром финансов.
Кадры комплектовались из бойцов бывшей ЭПЛА, активистов МПЛА и противников заирского режима Мобуту, перебравшихся в Анголу. В течение первого года численность ФАПЛА возросла с трёх до семи тысяч человек. Это значительно превышало ФАЛА (несколько сотен бойцов), но уступало ЭЛНА (около девяти тысяч в Анголе, двенадцать тысяч в резерве на территории Заира).
С марта 1975 начали постепенно возрастать советские военные поставки. Тренировать ФАПЛА прибыли более двухсот кубинских инструкторов. Это позволило МПЛА сделать силовую заявку на власть. 9 июля 1975 начались бои за Луанду. В течение месяца ФАПЛА выбили формирования ЭЛНА, сторонников Чипенды (вступившего в союз с ФНЛА) и ФАЛА (мало представленные в Луанде). Столица была взята под контроль, вооружённые силы МПЛА оказали свою боеспособность. В конце первой декады ноября войска ФАПЛА подавили сопротивление сепаратистского движения ФЛЕК и оккупировали Кабинду.
25 июля 1975 произошло крупное столкновение между ФАПЛА и португальскими военными. Погибли 14 человек, ранены 22. Инцидент был официально объяснён провокацией со стороны крайне правой организации белых поселенцев Ангольский фронт сопротивления.
На стороне антикоммунистических ФНЛА и УНИТА в конфликт открыто вмешались Заир и ЮАР. Заирский президент Мобуту был союзником и родственником Холдена Роберто, его войска участвовали в боевых действиях на стороне ЭЛНА. Южноафриканское правительство Балтазара Форстера было встревожено появлением на границе с оккупированной Юго-Западной Африкой коммунистического режима, союзного СВАПО. С августа 1975 Южно-Африканские силы обороны (САДФ) вступили на ангольскую территорию. Первоначально их задачей было создание «буферной зоны», но южноафриканцы быстро втянулись в крупномасштабное военное противостояние на стороне УНИТА и ФНЛА.
Из СССР стала поступать тяжёлая бронетехника и артиллерия. Объём советской военной помощи достиг, по разным оценкам, от 300 до 400 миллионов долларов (что в несколько раз превышало американскую помощь ФНЛА и УНИТА). В октябре 1975 в Анголу прибыли кубинские регулярные войска для военной помощи МПЛА. Этот фактор во многом определил исход ангольской гражданской войны.

## Правительственные войска: ФАПЛА в гражданской войне

### 1975—1976. Военное утверждение власти МПЛА
11 ноября 1975 была провозглашена независимость Народной Республики Ангола под властью МПЛА. Президентом и верховным главнокомандующим стал Агостиньо Нето, министром обороны — Энрике Каррейра. Начальником генерального штаба ФАПЛА назначен Жуан Луиш Нето Ксету. В структуру ФАПЛА был включён полицейский корпус под командованием Сантаны Петроффа.
Советское тяжёлое вооружение и прямое кубинское участие в военных действиях обеспечили резкий перелом в пользу МПЛА/ФАПЛА. Практически в момент провозглашения независимости ФАПЛА и кубинские войска одержали решительную победу над ЭЛНА и заирцами в Битве при Кифангондо. Массированное наступление правительственных и кубинских войск на севере в декабре 1975 — январе 1976 нанесло сокрушительное поражение ЭЛНА. 6 января 1976 пала Кармона (ныне Уиже), политический центр ФНЛА; 11 января — Амбриш, главная военная база. ФНЛА как военно-политический фактор перестал существовать.
Одновременно было развёрнуто наступление на юг. 8 февраля 1976 кубинская танковая колонна вступила в город Нова-Лижбоа (ныне Уамбо) — ранее объявленный столицей Народно-Демократической Республики Ангола, государственного образования УНИТА и ФНЛА. В короткий срок был установлен контроль над главными коммуникациями страны — Бенгельской железной дорогой, портами Бенгела и Лобиту. В феврале-марте, после ряда военных неудач, войска ЮАР покинули территорию Анголы. Символическим аккордом 1976 года стал процесс над наёмниками в Луанде, подчеркнувший военно-политическую и пропагандистскую победу МПЛА. На поверхностный взгляд война казалось законченной.
Однако силы УНИТА/ФАЛА во главе с Савимби продолжали сопротивление. Полугодовой Longa Marcha — «Длинный марш» через труднодоступные районы — позволил сохранить военно-политический костяк, впоследствии преобразованный в эффективную партизанскую армию.

### 1977—1979. От мятежа до смены президента
Внутренние конфликты в МПЛА — борьба за власть, идеологические разногласия — затронули и вооружённые силы. Против президента Нето и его окружения выступила ортодоксально-коммунистическая группа Nitistas — они считали политику Нето чересчур «умеренной» и элитарно-коррупционной. Во главе Nitistas стоял Ниту Алвиш, бывший командующий I военно-политическим округом и министр внутренней администрации. Его ближайшими сподвижниками были политкомиссар ФАПЛА Жозе Ван Дунен и командир 9-й бригады спецназа Жакоб Каэтану по прозвищу Бессмертный Монстр.
27 мая 1977 Nitistas подняли в Луанде Мятеж «фракционеров». Были убиты несколько крупных деятелей МПЛА, в том числе Элдер Нето и Сайди Мингаш. Выступление жестоко подавили правительственные силы при решающем участии кубинских войск, взявших сторону президента Нето. Алвиш, Ван Дунен, Каэтану, почти все лидеры Nitistas были схвачены и расстреляны. Органы DISA провели жёсткую кадровую чистку ФАПЛА с бессудными казнями. С другой стороны, «проверенные» части ФАПЛА, особенно полицейские, сами служили орудием массовых репрессий.
В 1979 умер Агостиньо Нето. Его сменил Жозе Эдуарду душ Сантуш. Новый президент постепенно оттеснял прежние руководящие кадры, в том числе в вооружённых силах. Одним из первых был отстранён генерал Каррейра — в 1980 на пост министра обороны назначен Педру Тонья Педале. С 1982 генерала Жуана Нето Ксету сменил во главе генштаба генерал Антониу Франса Ндалу, один из победителей при Кифангондо.

### 1980-е. Фронтовое противостояние
Гражданская война в Анголе 1980-х приняла фронтовой вид. Часть формирований УНИТА/ФАЛА сохранила партизанский характер, другая перестроилась по регулярному образцу. В населённых овимбунду внутренних районах Квандо-Кубанго, Кунене, Мошико были созданы обширные зоны контроля — Свободные территории Анголы. Военная столица Жонаша Савимби расположилась в Джамбе. Со второй половины 1980-х УНИТА/ФАЛА распространили свою боевую активность на всю территорию страны. В боях с обеих сторон применялись тяжёлая артиллерия, бронетехника и авиация. Типичной тактикой ФАПЛА являлось массированное наступление бронетанковых колонн при кубинском прикрытии с воздуха. ФАЛА отвечали огнём дальнобойной артиллерии и маневренными атаками лёгких бронемашин, оснащённых противотанковыми установками.
Практически ежегодно Савимби объявлял поход на Луанду, но продвинуться к столице ФАЛА не могли. С другой стороны, ФАПЛА были не в состоянии подавить вооружённое повстанчество УНИТА. Ситуация во многом определялась внешней поддержкой противостоящих армий. Советское военное снабжение НРА в больших масштабах осуществлялось по межгосударственным каналам. Кубинский контингент в Анголе к концу 1980-х увеличился до 60 тысяч и напрямую участвовал в боях. Не меньшее значение для УНИТА имела военно-политическая поддержка ЮАР. Война в Анголе переплеталась с южноафриканской Пограничной войной. Несколько раз САДФ осуществляли крупные вторжения на территорию Анголы, уничтожая базы союзного МПЛА намибийского движения СВАПО. Самой масштабной была «Операция „Протея“» в августе-сентябре 1981 (именно тогда попал в плен советский прапорщик Николай Пестрецов). В скоротечных рейдах САДФ одерживали верх над ФАПЛА, но в длительное противостояние старались не втягиваться.
Ангольская гражданская война являлась важным участком глобальной Холодной войны. Активную поддержку УНИТА оказывала американская администрация в соответствии с Доктриной Рейгана. Показательно, что именно в Джамбе прошла 2 июня 1985 международная конференция антикоммунистических повстанцев. Год спустя, летом 1986, ФАПЛА предприняли крупное наступление на Джамбу. Отстоять военную столицу УНИТА удалось только артиллерийскими и авиационными ударами САДФ.
Крупнейшим сражением ФАПЛА стала Битва при Квито-Кванавале с августа 1987 по март 1988. Командование ФАПЛА, во главе которого стал генерал Франса Ндалу, ставило целью полностью разгромить ФАЛА и покончить с «альтернативным ангольским государством» Жонаша Савимби. Со своей стороны, Савимби и другие лидеры УНИТА рассчитывали нанести стратегическое поражение правительственным войскам, укрепиться и вновь развернуть наступление на Луанду. Наступающей стороной являлись ФАПЛА, на их стороне участвовали кубинские войска, боевики СВАПО, советские, восточногерманские, вьетнамские и северокорейские инструкторы. На стороне УНИТА/ФАЛА воевали подразделения САДФ. В итоге обе стороны объявили о своей победе, но реально была вновь продемонстрирована «патовая» ситуация: ни ФАПЛА, ни ФАЛА даже при массированной помощи союзников, не смогли добиться даже тактических целей, фактически отступив на исходные позиции.
В целом ФАПЛА демонстрировали боеспособность — но благодаря большим объёмам иностранной военной помощи. Эксперты ЦРУ в начале 1985 делали вывод о критической зависимости ФАПЛА от советского снабжения и кубинского военного присутствия. Отдельным вопросом являлось состояние воинской дисциплины — министр обороны Тонья Педале публично требовал искоренить преступность и пьянство среди военнослужащих (были распространены кражи, драки, езда на военном автотранспорте в нетрезвом состоянии). Впоследствии оценки боеспособности повысились — когда они продемонстрировали собственный боевой потенциал после ухода кубинцев.
1989 был отмечен военными успехами УНИТА. ФАЛА вновь повели наступление на Луанду. Впервые за полтора десятилетия власти признали непосредственную угрозу столице. Однако ФАПЛА и кубинцы вновь сумели остановить продвижение повстанцев.

## Структура и вооружение
К концу 1976 численность ФАПЛА достигала 95 тысяч человек; к 1988 оценивалась в 100 тысяч военнослужащих и 50 тысяч действующего резерва, в начале 1990-х достигала 120 тысяч. Основу составляли сухопутные войска — Народная армия Анголы (EPA — ныне Ангольская армия, EA) — более 90 % личного состава ФАПЛА. Меньшее значение в войне имел Народный военный флот Анголы (MGPA — ныне Ангольские военно-морские силы, MGA). Гораздо более значима была роль Народных воздушных сил Анголы/Воздушной и противовоздушной обороны (FAPA/DAA — ныне Национальные военно-воздушные силы Анголы, FANA), но авиационные задачи на том этапе почти полностью выполняли кубинские ВВС. Отдельно функционировал Генеральный директорат логистики (GDL), ведавший переброской войск и военных грузов. Особое место занимали военные спецслужбы, занимавшиеся спецоперациями против УНИТА, в том числе иностранных представительств.
В 1979 из структуры ФАПЛА был выведен полицейский корпус. Управление полицией перешло в Государственный секретариат по внутреннему порядку, затем в  Министерство внутренних дел Анголы.
Первоначально ФАПЛА структурировались территориальными военными округами. К концу 1985 их было десять: в целом сохранились округа ЭПЛА, к ним добавились провинциальный округ на севере в Уиже и новые округа на границе с оккупированной южноафриканскими войсками Юго-Западной Африкой (в скором будущем Намибией). В начале 1988 Министерство обороны НРА изменило территориальное построение вооружённых сил: вместо дести округов были созданы четыре фронта. Северный фронт охватывал Заире, Уиже, Маланже, Бенго, Северную Кванзу; Южный — Квандо-Кубанго, Кунене, Уилу, Намибе; Восточный — Мошико, Северную Лунду, Южную Лунду; Центральный — Бие, Уамбо, Бенгелу, Южную Кванзу. Столица Луанда и анклав Кабинда имели особый военно-оперативный статус.
Комплектование ФАПЛА осуществлялось как на мобилизационной, так и на добровольческой основе. Военному министерству подчинялись милиционная Организация народной обороны и Территориальные войска (ODP & TT), достигавшие численности 600 тысяч человек. НРА являлась однопартийным коммунистическим государством, соответственно, важную роль в вооружённых силах играли политорганы. По результатам идеологической обработки многие бойцы ФАПЛА были высоко мотивированы (хотя мотивирующим фактором мог быть не только марксизм-ленинизм, но и национализм или этноплеменная общность мбунду).
Вооружение ФАПЛА было в основном советского производства. Сухопутные войска оснащались АК-47, зенитными пушками 61-К, из артиллерии — пушками ЗиС-3, гаубицами Д-30, из бронетехники — средними танками Т-55, Т-62, лёгкими плавающими танками ПТ-76, боевыми машинами БМП-1, БМП-2, бронетранспортёрами БТР-60, БТР-80, бронемашинами БРДМ-2. ВВС использовали истребитель-бомбардировщик Су-17, истребитель МиГ-21. Для ВМС поставлялись ракетные катера, средние десантные корабли. Особенное значение имели поставки РСЗО «Град» (оружие победы ФАПЛА в Битве при Кифангондо).

## Бисесские соглашения. От ФАПЛА к ФАА
Кардинальные перемены в мире на рубеже 1980—1990-х отразились и в Анголе. Стало очевидным скорое прекращение или, во всяком случае, резкое сокращение иностранной военной помощи обеим сторонам гражданской войны. 22 декабря 1988 нью-йоркское Трёхстороннее соглашение НРА, ЮАР и Кубы определило вывод из Анголы кубинских и южноафриканских войск.
Новая обстановка вынудила правительство МПЛА и руководство УНИТА пойти на переговоры о мирном урегулировании. 1 мая 1991 Жозе Эдуарду душ Сантуш и Жонаш Савимби подписали в Лиссабоне Бисесские соглашения. Правительство и повстанческие движение договорились о переходе к многопартийной демократии, проведении свободных выборов. Договорённости имели и военный аспект: прекращение огня, разъединение противостоящих сил на линиях соприкосновения, частичная демобилизация, интеграции ФАПЛА и ФАЛА в единые вооружённые силы численностью 50 тысяч человек.
Бисесские соглашения не были выполнены. Ни правительственные войска, ни повстанческие формирования не оставили занимаемых позиций. Численность сократилась незначительно: из 120-тысячных ФАПЛА и 65-тысячных ФАЛА демобилизовались лишь около 20 тысяч. В ФАПЛА отмечались многочисленные факты дезертирства, но оно пресекалось массовым переводом на полицейскую службу, в том числе в новую военизированную «полицию чрезвычайных ситуаций». Из ФАЛА в единую армию вступали в основном офицеры штабной и тыловой службы, опытные бойцы оставались под командованием Савимби. Новые Вооружённые силы Анголы (FAA, ФАА) формировались на основе ФАПЛА под контролем МПЛА.
Президентские и парламентские выборы 1992 обернулись Хэллоуинской резнёй и новым кровопролитным витком гражданской войны. ФАА были формально деидеологизированы, департизированы и переименованы, но реально оставались под управлением правящей МПЛА и продолжали гражданскую войну с УНИТА/ФАЛА.